# Ulf Dinkelspiel
Ulf Adolf Roger Dinkelspiel (4 de julio de 1939 – 9 de enero de 2017) fue un sueco político y financiero del Partido Moderado.

## Carrera
Dinkelspiel nació en Estocolmo en 1939, hijo de Max Dinkelspiel y su esposa Brita (de soltera Björnstjerna). Asistió a la Universidad de Arkansas en los Estados Unidos desde 1956 hasta 1957 y se graduó de la Escuela de Economía de Estocolmo en 1960. Dinkelspiel se convirtió en oficial de reserva en 1961 y fue empleado en Bankirfirman E. Öhman J:or. AB de 1957 a 1959 y de 1961 a 1962. Trabajó en el Stockholms Enskilda Bank en 1960 y se convirtió en agregado en el Ministerio de Asuntos Exteriores en 1962. Dinkelspiel sirvió en la Embajada de Suecia en Tokio de 1963 a 1965, en la delegación de la OCDE en París de 1965 a 1967 y en el Ministerio de Asuntos Exteriores en Estocolmo de 1967 a 1975.
Dinkelspiel sirvió en la Embajada de Suecia en Washington D. C. de 1975 a 1979 y fue secretario de estado en el Ministerio de Comercio e Industria de 1979 a 1981 y secretario de estado interino de Asuntos Exteriores de 1981 a 1982. Luego fue embajador en el Ministerio de Asuntos Exteriores en Estocolmo en 1982 y jefe negociador en asuntos de la CE de 1988 a 1991. En el gobierno del primer ministro de Suecia Carl Bildt, Dinkelspiel sirvió de 1991 a 1994 como viceministro en el Ministerio de Asuntos Exteriores con responsabilidad en Asuntos Europeos y Comercio Exterior. Fue una figura central en las negociaciones para la adhesión de Suecia a la UE.
Dinkelspiel fue conocido como un defensor de la integración europea. Desde la campaña para que Suecia se uniera al euro, se desempeñó como presidente de la organización Suecia en Europa.

## Vida personal y muerte
En 1969 se casó con Louise Ramel (nacida en 1948), hija del Barón Sten Ramel y su esposa la Baronesa Margareta (de soltera Moltke-Huitfeldt). Su hijo, Jan, apareció en el programa de telerrealidad sueco Expedition Robinson, quedando en segundo lugar.
Dinkelspiel murió de cáncer el 9 de enero de 2017 en Estocolmo a la edad de 77 años.

## Premios y condecoraciones
- Medalla del Rey de Suecia, medalla de oro (plata dorada) de 12.º tamaño usada alrededor del cuello en la cinta de la Orden del Serafín (1999)[4]